# 庙头镇 (汉川市)
庙头镇，是中华人民共和国湖北省孝感市汉川市下辖的一个乡镇级行政单位。

## 行政区划
庙头镇下辖以下地区：
平章社区、石咀村、太和村、李家口村、雷祖村、四湾村、联丰村、红霞村、杂姓村、庙闸村、前山村、庙头村、黄家咀村、尹家咀村、长堤村、人和村、王家村、七屋台村、新垸村、金家台村、中心台村、六百弓村和兴隆寺村。